# بطولة أمم أوقيانوسيا لكرة السلة 1989
بطولة أمم أوقيانوسيا لكرة السلة 1989 أقيمت في نيوزيلندا. بمشاركة فريقين. فازت أستراليا بالبطولة للمرة الـ 9.

## الفرق التي لم تشارك
| - ساموا الأمريكية - جزر كوك - ميكرونيسيا - فيجي - غوام - كيريباتي - جزر مارشال - ناورو - كاليدونيا الجديدة | - جزيرة نورفولك - جزر ماريانا الشمالية - بالاو - بابوا غينيا الجديدة - ساموا - جزر سليمان - تاهيتي - تونغا - توفالو - فانواتو |

## النتائج
| 28 أغسطس |                                | أستراليا | 91–54 | نيوزيلندا |  |  |
| 28 أغسطس | النقاط حسب النصف: 43-26، 48-28 |          |       |           |  |  |

| 3 سبتمبر |                                | أستراليا | 106–55 | نيوزيلندا |  |  |
| 3 سبتمبر | النقاط حسب النصف: 54-23، 52-32 |          |        |           |  |  |

## جوائز
| البطل                |
| -------------------- |
| · أستراليا · للمرة 9 |

## وصلات خارجية
- أرشيف فيبا